# Pass of Aber-Glaslyn
Pass of Aber-Glaslyn är ett bergspass i Storbritannien.   Det ligger i kommunen Gwynedd och riksdelen Wales, i den södra delen av landet, 300 km nordväst om huvudstaden London. Pass of Aber-Glaslyn ligger 83 meter över havet.
Terrängen runt Pass of Aber-Glaslyn är kuperad.Runt Pass of Aber-Glaslyn är det ganska glesbefolkat, med 45 invånare per kvadratkilometer. Närmaste större samhälle är Caernarfon, 19,4 km nordväst om Pass of Aber-Glaslyn. Trakten runt Pass of Aber-Glaslyn består i huvudsak av gräsmarker.